# Republikanischer Schutzbund
Le Republikanischer Schutzbund (en allemand : [ʁepubliˈkaːnɪʃɐ ˈʃʊtsˌbʊnt] , Ligue de protection républicaine) est une organisation paramilitaire fondée en 1923 par le Parti social-démocrate d'Autriche pour protéger le pouvoir face à la radicalisation politique après la fin de la Première Guerre mondiale.

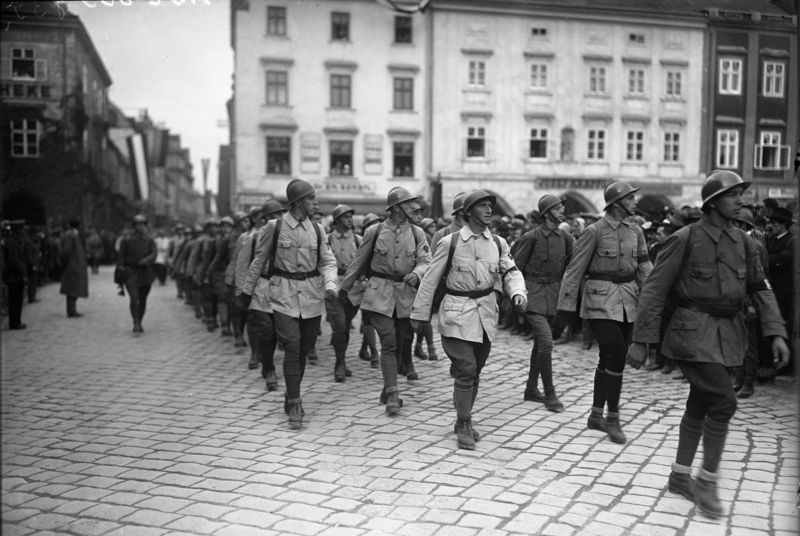
Membres du Republikanischer Schutzbund défilant en 1928

Le Schutzbund est l'une des nombreuses organisations paramilitaires qui voient le jour en Autriche après la chute de l'empire austro-hongrois. Émanation du parti social-démocrate, son but est de protéger le parti et de maintenir l'équilibre des pouvoirs dans un climat de radicalisation politique. Il est impliqué dans de nombreux affrontements avec la milice conservatrice du Heimwehr, encouragé en ce sens par le journal du parti, l'Arbeiter-Zeitung.
Le 30 janvier 1927, un groupe de vétérans de la Première Guerre mondiale s'oppose au Schutzbund. Cet affrontement fait deux morts, un vétéran et un enfant. Cette bataille de rue débouche sur un procès en juillet, dont le verdict cause la Révolte de Juillet.
En janvier 1933, le chancelier Engelbert Dollfuss interdit le Schutzbund, le forçant à entrer dans la clandestinité.
Le 11 février 1934 le commandant de l'Heimwehr à Vienne, Emil Fey, demande un désarmement du Schutzbund. À Linz, le commandant du Schutzbund résiste activement, ce qui débouche sur un conflit armé, la Guerre civile autrichienne.